# 烏里茨基區

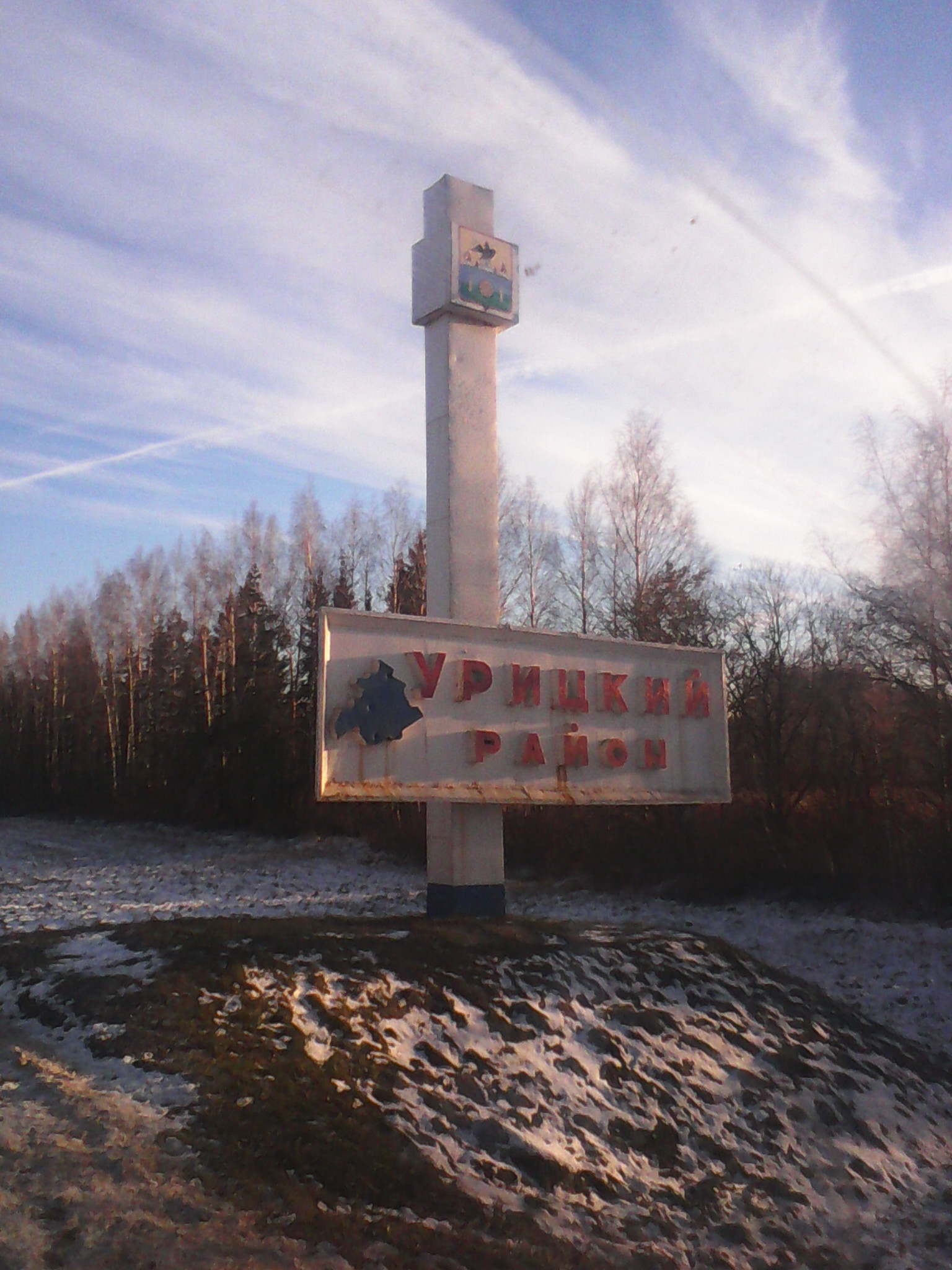

52°58′09″N 35°43′37″E / 52.96917°N 35.72694°E
烏里茨基區（俄语：Урицкий район），是俄羅斯的一個區，位於該國西南部，由奧廖爾州負責管轄，面積838.4平方公里，2010年該區人口18,666，人口密度每平方公里22.26人。名字来自俄国布尔什维克契卡领导人摩西·乌里茨基。